# Stefano Allocchio
Stefano Allocchio (* 18. März 1962 in Mailand) ist ein ehemaliger italienischer Radrennfahrer und nationaler Meister im Radsport.

## Sportliche Laufbahn
Allocchio war Bahnradsportler und auch im Straßenradsport aktiv. Er war Teilnehmer der Olympischen Sommerspiele 1984 in Los Angeles. Im Punktefahren wurde er als 14. klassiert.
Als Amateur gewann er 1983 mit Massimo Brunelli und Roberto Amadio die nationale Meisterschaft in der Mannschaftsverfolgung. 1984 verteidigten diese Fahrer den Titel. 1983 gewann er auch den Titel im Zweier-Mannschaftsfahren. Bei den Profis wurde er 1985 und 1989 Meister im Punktefahren. 1985 und 1986 holte er jeweils die Bronzemedaille im Punktefahren bei den Bahnradsport-Weltmeisterschaften der Profis. 
Im Straßenradsport gewann er 1984 den Giro delle Tre Provincie. 1985 wurde er Berufsfahrer im Radsportteam Malvor-Bottecchia-Vaporella und blieb bis 1993 als Radprofi aktiv. In seiner ersten Saison als Profi holte er zwei Tageserfolge im Giro d’Italia und gewann er eine Etappe der Settimana internazionale di Coppi e Bartali. 1988 war er auf einem Tagesabschnitt des Etappenrennens Giro di Puglia erfolgreich. Im Eintagesrennen Trofeo Laigueglia wurde er hinter Paolo Cimini Zweiter. 1989 gelangen ihm Etappensiege in der Vuelta a España, in der Settimana internazionale di Coppi e Bartali und im Rennen Tirreno–Adriatico. 1990 gewann er zwei Etappen im Giro d’Italia. Allocchio bestritt alle Grand Tours.

## Grand Tours
| Grand Tour            | 1985 | 1986 | 1987 | 1988 | 1989 | 1990 | 1991 | 1992 | 1992 |
| --------------------- | ---- | ---- | ---- | ---- | ---- | ---- | ---- | ---- | ---- |
| Vuelta a EspañaVuelta | –    | –    | –    | –    | 137  |      | –    | –    | –    |
| Giro d’ItaliaGiro     | 132  | 132  | 128  | 114  | 140  | 162  | 132  | DNF  | 110  |
| Tour de FranceTour    | –    | DNF  | 129  | –    | –    | –    | –    | –    | –    |

Allochio war nach seiner aktiven Karriere als Rennleiter und Funktionär im Straßenradsport tätig.